# Total Annihilation
Total Annihilation (zkratka TA) je počítačová hra spadající do žánru realtimových strategií (RTS), vyvinutá týmem Cavedog Entertainment pod vedením Chrise Taylora a vydána dne 30. září 1997. Po Dark Reign jde o historicky druhou RTS přinášející terén a jednotky kompletně ve 3D. Do roku od vydání byly vydány dva datadisky: The Core Contingency a Battle Tactics.
Hra se odehrává v daleké budoucnosti, kdy se po 4000 letech neustálého boje velitelé obou soupeřících stran (Arm a Core) rozhodli jednou pro vždy skoncovat se svým protivníkem a vrhli do boje vše, co měli, aby dosáhli totálního zničení (= Total annihilation, odtud tedy název hry) a ovládli galaxii.

## Grafika a rozhraní
Hra přináší plně 3D renderovanou krajinu i jednotky z jediného pohledu kamery. Rozlišení obrazovky závisí na kvalitě použitého hardwaru a ještě stále bez problému odpovídá dnešním požadavkům hráčů.
Rozhraní (interface) hry je navrženo, aby co nejlépe minimalizovalo nutnost starat se opakovaně o každou jednotku zvlášť a zadávat jí další dílčí příkazy (omezuje tedy micromanagement na nejnižší možnou míru). Spousta úkonů se vykonává automaticky (po postavení těžiště na kov tento důl již nepotřebuje žádnou pozornost hráče a zásobuje neustále hráče malou dávkou kovu za sekundu), jiné lze za držení Shiftu řadit za sebe do fronty. Samozřejmostí jsou optimalizace, jako např. právě vyrobené jednotky mohou přímo z výrobny najet na hlídku po zvolené trase; příkaz pro konstrukční jednotky, které mohou samostatně opravovat blízké přátelské budovy a jednotky nebo třeba asistovat u blízké probíhající výroby; a konečně možnost přiřadit také výrobně číslo skupiny, což má za následek, že každá vyrobená jednotka v této výrobně bude také automaticky zařazena k dané skupině.
V první verzi hry bylo možné ovládat až 200 jednotek (do tohoto limitu se počítají i budovy), s příchodem The Core Contingency byl limit zvýšen na 250. Snadnou úpravou souboru totala.ini v herním adresáři je možné dosáhnout limitu až 500 jednotek, nicméně binárním zásahem do některých souborů lze navýšit přes 1500 (často využívaný limit, kterého se velmi těžko dosahuje a je považován za stabilní), 5000 (občas nestabilní, leč rozšířený) až k 6400 jednotkám. Nastavitelné minimum před hrou je 25.

## Fyzika
Do TA je implementována reálná newtonovská fyzika. Ne každá jednotka dokáže vyšplhat na každý kopec, výše postavené jednotky dále dohlédnou a mají delší dostřel. Vysoké jednotky mohou, na rozdíl od těch nízkých, střílet přes různé menší překážky (nízké budovy, zátarasy, vraky již zničených jednotek). Balistické střely mají reálnou trajektorii a je jimi tedy možné střílet přes kopce a lesy. Dostřel plazmových zbraní je samozřejmě ovlivněn gravitací té které planety.
Engine také podporuje setrvačnost, hybnost každého objektu (tank tedy můžeme zpomalit střelbou z těžkých zbraní), zrychlení a rozptýlení poškození od výbušnin.

## Ekonomie
Základními stavebními kameny ekonomie v TA jsou kov (metal) a energie. Zatímco přísun obou těchto surovin je nevyčerpatelný, každý hráč může v jednu chvíli mít jen omezené množství obojího. Toto množství lze navýšit postavením zásobáren.
Kov se těží buď pomocí specializovaných budov (extraktorů) umístěných na ložiska, nebo přímou výrobou za současné velké spotřeby energie. Jak extraktory, tak budovy přímo vyrábějící kov jsou dostupné ve dvou verzích (základní a pokročilá).
Energie se vyrábí v elektrárnách, kterých také existuje několik typů:
- solární (+20 energie)
- větrné (+0–30 energie, závislé na planetě a poryvech větru)
- přílivové (+0–30 energie, závislé na planetě, dají se postavit pouze ve vodě)
- geotermální (+250 energie, musí být postavena na plynný gejzír)
- fúzní (+1000 energie) - dostupná také v maskovatelné a podvodní verzi

## Jednotky a budovy
V první verzi hry bylo celkem 150 různých jednotek, dva datadisky a několik patchů tento počet zvýšilo až na konečných 230 jednotek (celkově za dvě strany). Nicméně pokud i tento obrovský počet jednotek někomu nestačí, je na internetu k dispozici odhadem dalších 6000 jednotek v několika desítkách dalších "národů", nebo jen jako samostatné "bonusy" k již hotovým stranám.

### Velitel
První a nejdůležitější jednotkou v hierarchii hry je Velitel (Commander). Dokáže stavět základní budovy, přidává každou sekundu špetku metalu a energie, střílí lehkým laserem, umí použít desintegrátor (D-gun), který jediným výstřelem zničí kterýkoli objekt ve hře, umí být neviditelný (spotřebovává energii), přivlastnit si cizí jednotku či budovu. Commander je unikátní jednotkou a každý hráč může mít jen jednoho. Ztrátou Commandera často končívá hra porážkou. Zničený Commander exploduje nukleárním výbuchem, čímž zničí všechny jednotky a budovy okolo sebe.

### Herní hierarchie
Budovy, které může Commander postavit, umí vyrobit další konstrukční jednotky s rozšířenými možnostmi stavby. Ty mohou postavit lepší výrobnu a ty zase lepší konstrukční jednotky, které umí postavit ty nejpokročilejší budovy. Vše je ještě zkomplikováno tím, že konstrukční letadlo umí pouze pokročilé letiště (kBot jen pokročilou výrobnu KBotů atd.). Celá hra má tedy velice rozvětvenou hierarchii, přičtěme k tomu počet jednotek (jak počet různých jednotek, tak variabilní počet všech jednotek ve hře) a dostaneme skutečně obrovské množství zcela odlišných herních strategií.
Pokročilé jednotky jsou až na drobné (a o to využívanější) výjimky obecně navrženy tak, aby byly řádově silnější než jednotky základní. Pokročilá jednotka by tedy měla být schopná bez problémů zničit jednotku na nižším technologickém stupni.

### Ostatní mobilní jednotky
Ostatní jednotky, které jsou ověšeny několika typy zbraní, radarem, rušičkou, nebo třeba jen náloží, se dají rozřadit do těchto skupin:
- kBoti (roboti) - všech specializací, obvykle chodí po dvou nebo čtyřech končetinách
- vozidla - lehká vozidla, tanky, jejich společným jmenovatelem jsou kola
- letadla - stíhačky, bombardéry, neozbrojené průzkumné letouny, letadla schopná sestávat na jednom místě ve vzduchu a letadla schopná přistát na mořském dně
- lodě - lodě a ponorky všech typů
- vznášedla

### Budovy
Mezi budovy patří všechny typy výroben, elektráren, radarů, sonarů, extraktorů kovu, zátaras, raketových sil (nukleární zbraně nejsou jedinou možností), protiraketových zařízení atd. Výjimečnou pozornost si v TA ovšem zaslouží hlavně obranné (a nejen ty) věže.
Těch máme k dispozici opravdu nepřeberné množství (13 za Arm, 14 za Core) a každá slouží jinému účelu. Od lehkých laserových věží s krátkým dostřelem určených k obraně základny proti většímu počtu levných jednotek, přes těžké laserové kanóny a podvodní torpédomety až po obří dalekonosná plazmová děla s dostřelem několika obrazovek.